# Vladimir Slavov
Vladimir Stojanov Slavov (in bulgaro Владимир Стоянов Славов?; 19 agosto 1928 – ...) è stato un cestista bulgaro.

## Carriera
Con la Bulgaria disputò due edizioni dei Giochi olimpici (Helsinki 1952, Melbourne 1956) e due dei Campionati europei (1951, 1953).